# Leonyid Makarovics Kravcsuk
Leonyid Makarovics Kravcsuk, ukránul: Леонід Макарович Кравчук (Żytyń Wielki, 1934. január 10. – München, 2022. május 10.) ukrán politikus, 1990-1991-ben az Ukrán Legfelsőbb Tanács elnöke, 1991 decembere és 1994 tavasza között a független Ukrajna első államfője. 1994-től 2006-ig parlamenti képviselő volt, 1998-tól az Ukrán Egyesített Szociáldemokrata Párt tagjaként.

## Életrajza
Az akkor a Lengyelországhoz tartozó Volhíniai vajdaságban fekvő Velikij Zsitin (lengyelül Żytyń Wielki) faluban született szegényparaszti családba. Apja, Makar Kravcsuk a lengyel lovasságnál szolgált az 1930-as években. Anyja Juhimija Ivanyivna Kravcsuk (született Melnicsuk). Később mindketten lengyel birtokosok földjein dolgoztak. Lengyelország keleti részének szovjet megszállása után apját a Vörös Hadseregbe sorozták be és harcolt a második világháborúban. 1944-ben esett el a mai Belarusz területén, sírja is ott található.

### Betegsége és halála
2021 júniusában szívműtétet hajtottak végre rajta. A beavatkozás után hosszabb ideig intenzív osztályon ápolták, ez alatt műtüdős kezelést is kapott. A műtét után csak szeptemberben távozhatott a kórházból.
Élete utolsó hónapjait egy müncheni klinikán töltötte, ahol életfunkcióit gépek tartották fenn. Ott hunyt el 2022. május 10-én. Temetésére Kijevben, a Bajkove temetőben kerül sor 2022. május 17-én.

## Fordítás
- Ez a szócikk részben vagy egészben  a   Leonid Kravchuk című angol Wikipédia-szócikk fordításán alapul.  Az eredeti cikk szerkesztőit annak laptörténete sorolja fel. Ez a jelzés csupán a megfogalmazás eredetét és a szerzői jogokat jelzi, nem szolgál a cikkben szereplő információk forrásmegjelöléseként.